# Harju-Risti
Harju-Risti – wieś w Estonii, w prowincji Harju, w gminie Padise.